# Jan Barta
Jan Barta (* 18. dubna 1985) je český internetový podnikatel, investor a obchodník na burze.
Narodil se v Kalifornii, kam jeho rodiče emigrovali. V devadesátých letech se s rodiči přestěhoval zpět do jižních Čech, kde vyrůstal. Barta pochází z rodu vynálezce obloukové lampy Františka Křižíka. Podnikat začal v patnácti letech.
Časopis Forbes ho k roku 2021 řadí s majetkem kolem 2,7 mld. Kč na 96. místo v žebříčku nejbohatších Čechů.

## Vzdělání
Studoval na The English College in Prague a je absolventem londýnské University College London.

## Podnikání
Podnikat začal na základní škole. Začal prodejem melodií a tapet na mobily a založil firmu Crazy Tomato a později obchodováním na burze. Později působil jako internetový podnikatel, který vydělal miliony korun na obchodování a zpeněžování návštěvnosti internetových domén, které bylo zastřešeno firmou Elephant Orchestra.
Byl jedním z hlavním akcionářů společnosti ePojisteni.cz, která byla prodána Bauer Media Group za přibližně 1 miliardu Kč.
Aktuálně Jan Barta působí primárně jako zakladatel a partner v investiční skupině Pale Fire Capital, která má podíl např. v Aukro.cz, Scuk.cz, Groupon, Rouvy, JenPráce.cz, Semantic Visions, UptimeRobot, MUNIPOLIS, Valuo a dalších. V roce 2023 zaplatil na daních jako fyzická osoba 1,7 mld. Kč.

## Investice a sponzorství
Jan Barta podporuje několik výzkumných projektů, podporuje neziskové organizace a pomáhá studentům z chudých rodin. Každý rok si vybírá jedno až dvě děti ze sociálně slabých rodin, kterému po dobu 6 let platí školné a kapesné. Je spoluzakladatelem a podporovatelem Spolku pro podporu liberální demokracie, který finančně podporuje vybrané politické strany.
Díky lásce k fotbalu, který hrál v mládí, v roce 2016 sponzoruje českou fotbalovou ligu.